# 相馬大
相馬 大（そうま だい、1926年8月28日 - 2011年5月23日）は、日本の詩人・随筆家・国文学者。本名・出川光治。
長野県須坂市出身。旧制上高井農学校（長野県須坂園芸高等学校）を経て、1950年立命館大学文学部日本文学科卒業。京都市立中学校国語教諭を経て、京都聖母女学院短期大学助教授、教授、図書館長を務めた。詩の他、京都文化についての随筆を多く残した。

## 著書
- 『詩集 家』高原社 1954
- 『京のわらべ唄』白川書院 1967
- 『平家物語の風土』白川書院 1972
- 『あるく京都 千年のみやこを訪ねて』新声社 1975
- 『わらべうた 子どもの遊びと文化』創元社 1976
- 『北山杉の里』白川書院 1977
- 『花のこころ 京都』光村推古書院 <カラー>フルール双書 1977
- 『四季の草花あそび』著・墨画 サンリード 1980
- 『花の文化史』文一総合出版 1980
- 『近江の古道』サンブライト出版 1985
- 『源氏物語の女性たち』第三文明社 レグルス文庫 1990
- 『小倉百人一首二十一人の女流歌人』同朋舎出版 1994
- 『ものに影 相馬大詩集』詩画工房 1996
- 『六条院花物語 詩画集』緑の笛豆本の会 1997
- 『相馬大詩集』土曜美術社出版販売 新・日本現代詩文庫 2003

### 共著
- 『日本伝承の手づくりの遊び』藤本浩之輔共著 創元社 1972
- 『京都散歩のぉと』神崎崇,坂本英子共著 東洋文化社 1975
- 『花のある寺 京都』写真:小片勝敏 東洋文化社 1976
- 『草花遊び』小片勝敏共著 保育社 カラーブックス 1977
- 『花万葉集 写真』杉本苑子共著 浅野喜市写真 光村推古書院 1978
- 『京の古道』横山健蔵写真 サンブライト出版 1980
- 『京洛花ごよみ』土村清治共著 保育社 カラーブックス 1980
- 『花源氏物語 写真』田辺聖子共著 浅野喜市写真 光村推古書院 1980
- 『花平家物語』平岩弓枝共著 浅野喜市写真 光村推古書院 1981
- 『近江33カ所』木本義一共著 保育社 カラーブックス 1982
- 『四季京都』杉本苑子共著 水野克比古写真 光村推古書院 1983
- 『花まんだら京都』田辺聖子共著 浅野喜市写真 光村推古書院 1984
- 『京の隠れ寺』横山健蔵共著 保育社 カラーブックス 1987
- 『作ってあそぼう手づくりのおもちゃ』藤本浩之輔共著 石井きよ子イラスト 創元社 1989